# Condado de Radziejów
Condado de Radziejów (polaco: powiat radziejowski) é um powiat (condado) da Polónia, na voivodia de Cujávia-Pomerânia. A sede do condado é a cidade de Radziejów. Estende-se por uma área de 607 km², com 42 300 habitantes, segundo os censos de 2005, com uma densidade 69,69 hab/km².

## Divisões admistrativas
O condado possui:
Comunas urbanas: Radziejów
Comunas urbana-rurais: Piotrków Kujawski
Comunas rurais: Bytoń, Dobre, Osięciny, Radziejów, Topólka
Cidades: Radziejów, Piotrków Kujawski

## Demografia
População (dados de 30 de Junho de 2005):
|          | Total   | Total | Mulheres | Mulheres | Homens  | Homens |
| -------- | ------- | ----- | -------- | -------- | ------- | ------ |
|          | pessoas | %     | pessoas  | %        | pessoas | %      |
| Total    | 42 300  | 100   | 21 411   | 50,6     | 20 889  | 49,4   |
| Cidades  | 10 230  | 100   | 5343     | 52,2     | 4887    | 47,8   |
| Povoados | 32 070  | 100   | 16 068   | 50,1     | 16 002  | 49,9   |